# Tatiana Ljovina
Tatiana Vladimirovna Ljovina (ryska: Татьяна Владимировна Лёвина) född den 28 februari 1977 i Orjol, är en rysk friidrottare som tävlar främst på 400 meter. 
Ljovina har bara ett fåtal gånger deltagit individuellt vid internationella mästerskap. Vid Universiaden 2001 blev hon utslagen i semifinalen på 400 meter. Vid EM 2002 slogs hon ut redan i försöken på 400 meter. Hon deltog även vid Olympiska sommarspelen 2004 på 200 meter men blev även där tidigt utslagen, denna gång i kvartsfinalen.
Däremot har Ljovina tre gånger blivit världsmästare inomhus i stafett över 4 x 400 meter. Dessutom har hon blivit europamästare inomhus i den långa stafetten.